# 宮永スパイ事件
宮永スパイ事件（みやながスパイじけん）とは、ソ連軍の情報機関であるGRUが日本の陸上自衛隊に諜報活動を行った事件。ソ連側のスパイの名前からコズロフ事件とも呼ばれる。

## 経緯

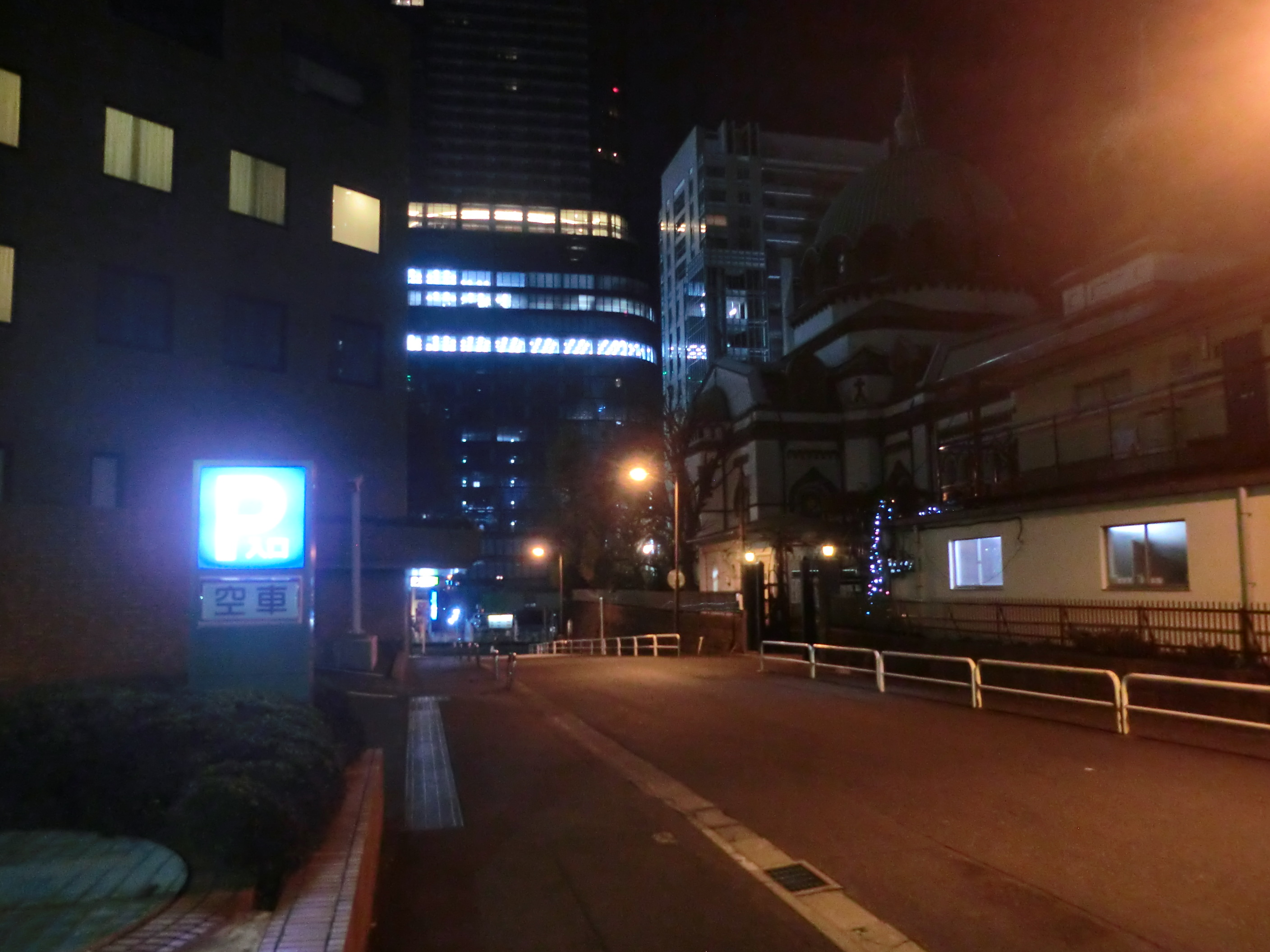
情報の受け渡し現場となった紅梅坂

宮永幸久陸将補は陸軍士官学校卒（54期）の陸上自衛官で、調査学校の副校長も務めたソ連情報の専門家であった。非常に真面目で、学究肌の人物であったという。そんな宮永が再就職の斡旋を求めて1973年（昭和48年）12月にソ連大使館の武官P・I・リバルキンに接触した事から事件は始まる。翌年の1974年（昭和49年）3月にリバルキンから連絡があり、二人は渋谷駅付近で接触した。
初めは中ソ関係について意見を交わすだけであったが、ある時「ソ連は中ソ戦に備える必要がある」として情報協力を要請された宮永は5月に退官すると中国の軍事関連の資料を渡すようになる。始めは公刊情報にコメントを付けて渡す程度であったものの、現金を受け取るようになるとリバルキンからの要求は次第にエスカレートし、リバルキンは遂に秘密情報を要求するようになる。これを宮永は承諾し、宮永はソ連の「エージェント」（協力者）となった。
1976年（昭和51年）11月には、中央資料隊時代の部下（二等陸尉）から秘密文書の保管事務を担当する隊員（准陸尉）を紹介される。宮永は「私的研究のため」といって彼らを説得し、隊員らも秘密文書を宮永に渡す事を承諾する。1978年（昭和53年）11月には、運営はソ連からやってきたG・G・マリヤソフ中佐に引き継がれた。マリヤソフは宮永に乱数放送の日程表や乱数表といった道具を渡し、暗号通信の方法を指導した。1979年（昭和54年）8月に工作はユーリー・N・コズロフ大佐に引き継がれ、協力者としての本格的な運営が開始された。
コズロフは宮永に幾つかの諜報技術を教え込んだ。一つは「デッド・ドロップ」と呼ばれる方法である。これはあらかじめ決めた場所を使って資料の入った箱などをやり取りする事で情報を受け渡す技術である。このケースでは特定の場所に缶を埋める事で情報のやり取りを行った。もう一つはあらかじめ決まった場所に印をつける事で連絡を取る「マーキング」である。このケースでは緊急時の連絡のために使われ、特定の掲示板に印をつける予定となっていた。GRUはこれらの技術を教え込む事で、ソ連から暗号通信で指令を受けた宮永が部下を使って自衛隊の秘密を入手し、デッド・ドロップを使ってコズロフに渡すという指令、情報伝達の仕組みを作り上げていたことになる。
宮永が逮捕されたのは、ソ連大使館に出入りする日本人を視察していた警視庁公安部外事第一課が、頻繁に出入りする宮永を不審に思い捜査を始めたのがきっかけであった。自衛隊の中央調査隊も宮永を調査していたことから、合同捜査の体制になったが、宮永への視察作業などは警視庁が行った。その結果、1980年（昭和55年）1月には東京都千代田区神田駿河台のニコライ堂沿いの紅梅坂で、宮永とコズロフがすれ違いざまに情報を渡していた（フラッシュコンタクト）様子が現認された。採証を終えた警視庁公安部外事第一課は逮捕を決断。翌日に宮永と隊員2人が逮捕され、家宅捜索の結果、宮永の自宅からは証拠としてスパイ道具が多数押収された。コズロフには外交特権があり、直接逮捕することはできないためソ連大使館を通じてコズロフに出頭要請を行ったものの、コズロフは要請を拒みソ連に帰国した。
宮永がスパイ行為に手を染めた動機は、自分でソ連から情報を取ろうとしたためと言われている。情報の世界には「ギブ・アンド・テイク」（情報交換を行い、こちらはあまり価値がない情報を渡して相手から有用な情報を得ようとする）という手法があり、宮永はあえてソ連武官に近づきその手法を使って情報を交換する事で中国や北朝鮮の情報を取ろうとした結果逆に利用された、つまり「ミイラ取りがミイラになった」のではないかという。このような事態が発生した原因として、当時の陸上幕僚長であった永野茂門は「調査学校の教育が中途半端であった」と振り返っている。また、宮永が現金を受け取ってしまったことも問題であった。情報交換の際に情報の代わりに現金を渡してくることがあるが、現金は絶対に受け取ってはならないのだという。

## 判決
宮永と2人の部下は陸上幕僚監部調査部の部内誌である「軍事情報月報」等の秘密資料12点をソ連武官に渡した自衛隊法第59条（守秘義務）違反の罪で起訴された。元情報士官である元陸将の広瀬栄一が特別弁護人を務めた。3回の公判で宮永には懲役1年、他の2人には懲役8月の実刑が下った。
情報の観点からは米軍の情報が漏れたかが注目されたが、裁判で問題になった秘密資料に米軍からの情報はなかった。しかし、同じくロシア情報の専門家である平城弘通元陸将補は、裁判では公にできなかったものの、宮永がソ連に流した情報の中には日米両軍が定期的に行っていた「日米情報連絡会議」（JA会議）で米軍から受け取った極秘資料があったとして、米軍からの情報がソ連に渡った可能性を指摘している。
ちなみに、宮永らが裁かれたのは「秘密文書を漏洩させた罪」（持ち出してはいけないものを勝手に持ち出した罪）であって、「スパイ活動を行った罪」（公務員が国民を危険に晒した罪）ではない。2022年現在、日本の法律ではスパイ活動を罰する法律はない。
なお、宮永事件以後もロシア駐在武官が関与している情報流出事案は2000年のボガチョンコフ事件や2015年の教範流出事案などがある。

## 影響
この事件の責任を取る形で防衛庁長官の久保田円次と陸上幕僚長の永野茂門が辞任した。後任の陸上幕僚長には鈴木敏通の他に飯山茂も候補の一人に挙がったが、逮捕された自衛官が部下であったことから、結局鈴木が就任している。
この事件が田中派と福田派の暗闘に利用されたという指摘もある。久保田円次は当初福田赳夫に相談した所、「この程度の事で辞める必要はない」と言われたが、国会で問題になると田中派の金丸信に呼び出され、「この際、お辞めになったらどうですか」と引導を渡され辞任に追い込まれたという。防衛庁の中には、後藤田正晴ら田中派の旧内務省人脈が防衛庁から福田派の久保田円次を排除して、警察官僚で支配するために利用したという意見もあったという。ただし、久保田の後任には福田派の細田吉蔵が就任している。
スパイ事件の摘発には報復がつきものである。この事件の報復として起きたと考えられているのが「トビリシ毒ウォッカ事件」である。摘発からちょうど2箇月後の1980年3月18日、在モスクワ防衛駐在官であった平野浤治ら2人がグルジア（現ジョージア、当時はソ連の一部であった）のトビリシを視察中、レストランで同席した男の勧めてきたウォッカを飲んだとたん激しいめまい、吐き気、背中の痛みなどを訴えた。平野らは辛くも命を取り留めたものの、日本警察はGRUの報復と受け取った。
この事態を受け、直後に警察アタッシェとして赴任していた漆間巌が現地に入り調査を行った。平野の吐瀉物の鑑定ができなかったため真相は不明であるものの、漆間はグルジアではウォッカを飲む習慣がないことから、GRUが報復を暗示するために「メッセージ」としてウォッカを使ったのではないかとしている。
1985年には国家秘密に係るスパイ行為等の防止に関する法律案が議員立法として提出されたが、審議未了で廃案となった。